# Air Fiji

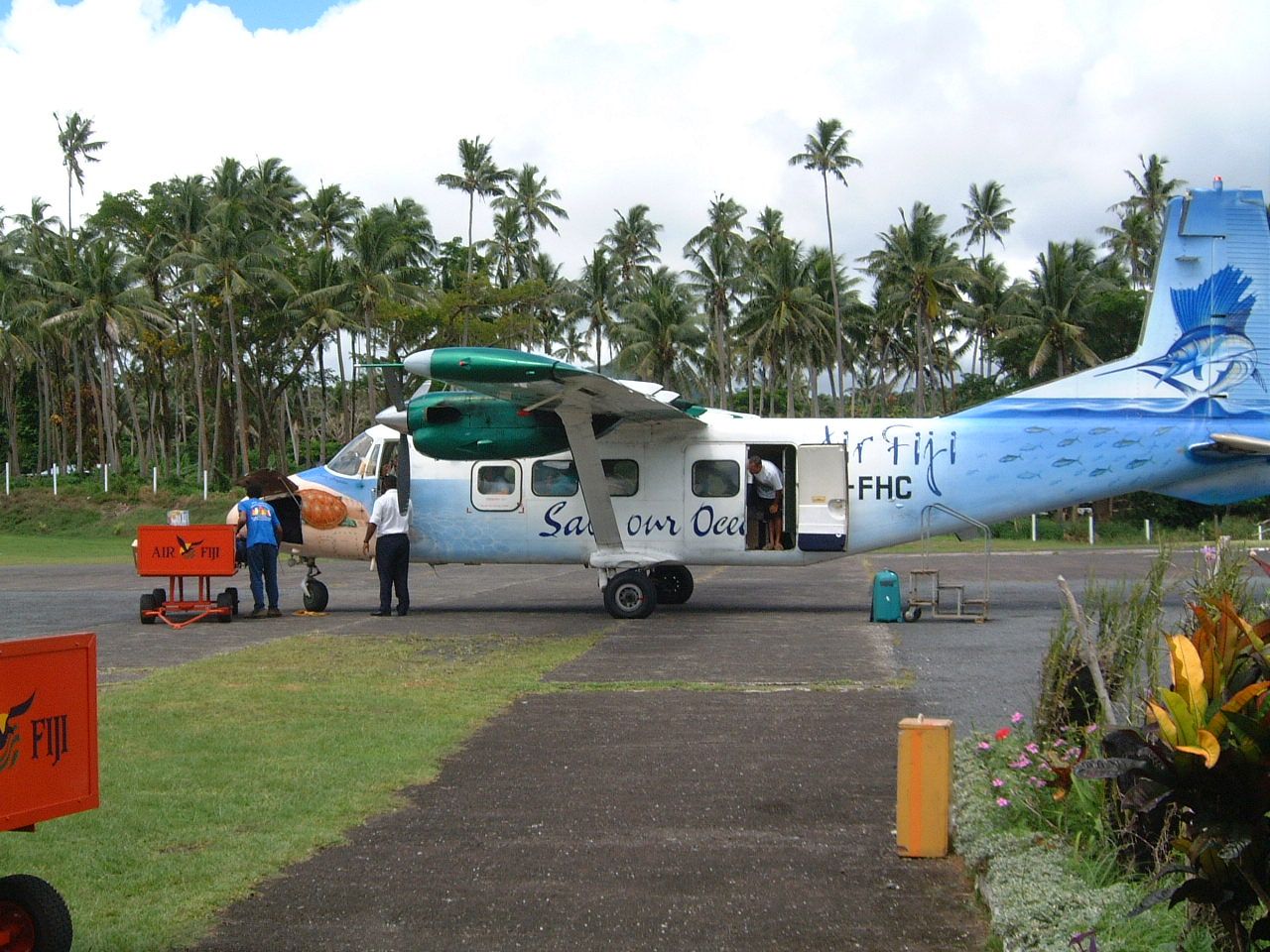
Harbin Y-12 авиакомпании Air Fiji в Аэропорту острова Тавеуни, Фиджи, 2004 год

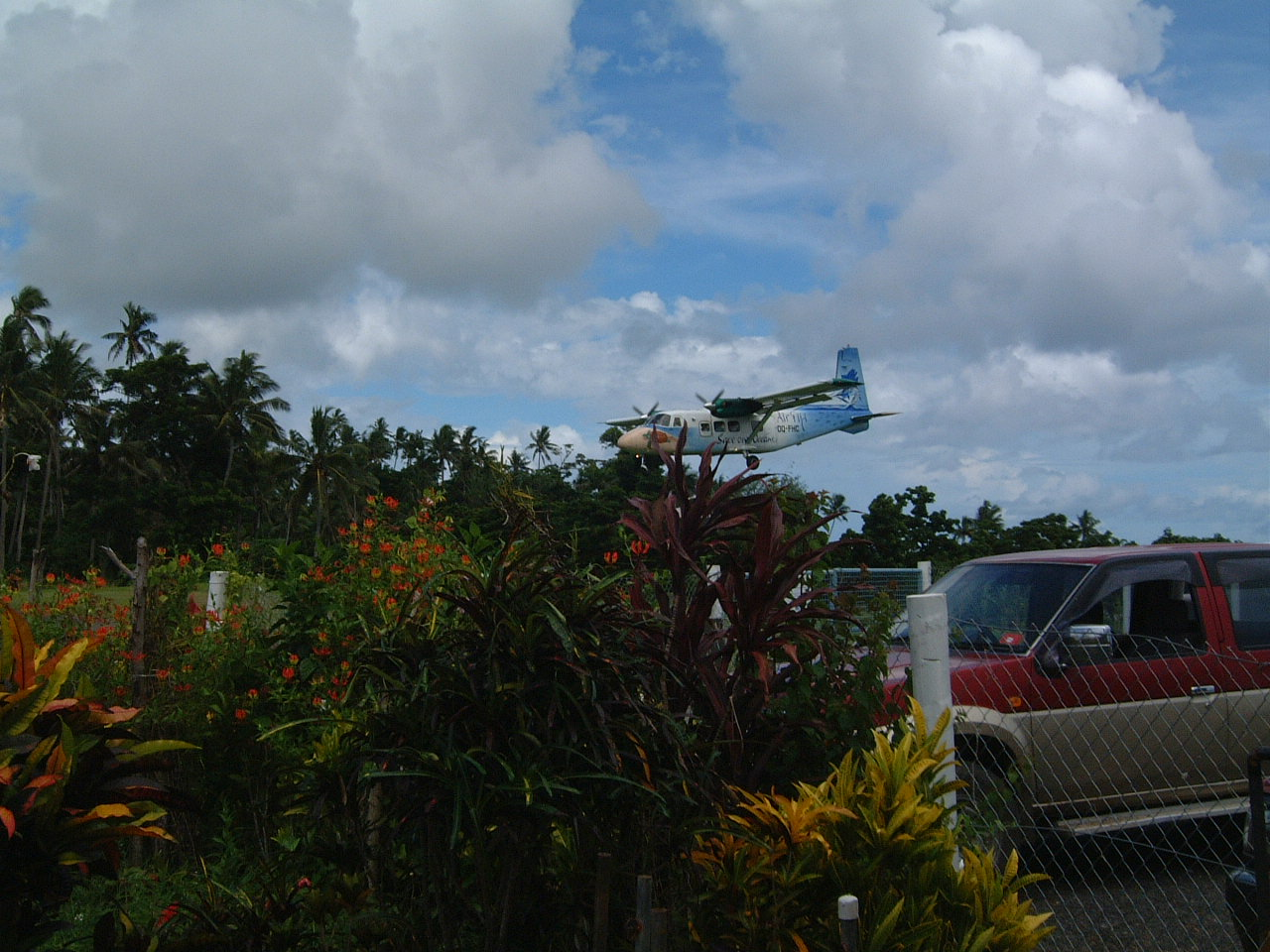
Заход на посадку Harbin Y-12 Air Fiji в Аэропорту острова Тавеуни, Фиджи, 2004 год

Air Fiji — бывшая авиакомпания местного значения со штаб-квартирой в городе Наусори, Фиджи, работавшая на рынке авиационных перевозок между аэропортами островов Фиджи.
Главными транзитными узлами (хабами) компании являлись Международный аэропорт Нади и Международный аэропорт Наусори. Прежняя штаб-квартира перевозчика до переезда в Наусори размещалась в городе Сува.

## История
Авиакомпания Air Pacific была образована в 1967 году и начала операционную деятельность 10 июля того же года. 29 марта 1971 года компания сменила своё официальное название на Fiji Air, а в феврале 1995 года поменяла его ещё раз на Air Fiji.
55 процентов собственности компании в виде акций находилось в инвестиционном фонде «Aviation Investments», 11 % — у правительства Фиджи и остальные 34 % — у частных инвесторов и предпринимателей.
По состоянию на март 2007 году штат авиакомпании составляли 229 сотрудников.
В 2008 году авиакомпания Air Fiji на две недели приостанавливала выполнение рейсов, а 1 мая 2009 года полностью прекратила свою операционную деятельность.

## Маршрутная сеть
По состоянию на июнь 2008 года авиакомпания Air Fiji выполняла регулярные пассажирские перевозки в следующие аэропорты:
- Фиджи
  - Тития — Аэропорт Тития
  - Нгау — Аэропорт Нгау
  - Кандаву — Аэропорт Кандаву
  - Коро — Аэропорт Коро
  - Ламбаса — Аэропорт Ламбаса
  - Лакемба — Аэропорт Лакемба
  - Левука — Аэропорт Левука
  - Малоло-Лаилаи — Аэропорт Малоло-Лаилаи (чартеры)
  - Мана — Аэропорт острова Мана (чартеры)
  - Моала — Аэропорт Моала
  - Нанди — Международный аэропорт Нанди хаб
  - Наусори — Международный аэропорт Наусори хаб
  - Ротума — Аэропорт острова Ратума
  - Савусаву — Аэропорт Савусаву
  - Тавеуни — Аэропорт острова Тавеуни
  - Вануа-Мбалаву — Аэропорт Вануа-Мбалаву

## Флот
По состоянию на декабрь 2008 года воздушный флот авиакомпании Air Fiji составляли следующие самолёты::